# Finnisch-portugiesische Beziehungen
Die finnisch-portugiesischen Beziehungen beschreiben das zwischenstaatliche Verhältnis zwischen Finnland und Portugal. Die Länder unterhalten seit 1920 direkte diplomatische Beziehungen.
Die intensivste Phase erlebten die bilateralen Beziehungen bisher im Winterkrieg 1939/40, als Portugal sich politisch und mit zivilen Hilfslieferungen an die Seite Finnlands stellte. Heute sind beide Staaten Mitglieder in der EU und in zahlreichen anderen internationalen Organisationen, darunter der Europarat, die Organisation für Sicherheit und Zusammenarbeit in Europa (OSZE), die Organisation für wirtschaftliche Zusammenarbeit und Entwicklung (OECD), der Internationale Währungsfonds (IWF) und die verschiedenen UN-Organisationen. Zudem kooperiert Finnland in verschiedenen Gremien mit der NATO, deren Gründungsmitglied Portugal ist.
Im Jahr 2010 waren in Finnland 436 portugiesische Staatsbürger konsularisch registriert, während im Jahr 2015 in Portugal 834 finnische Bürger gemeldet waren, davon mit 451 die meisten an der Algarve.

## Geschichte

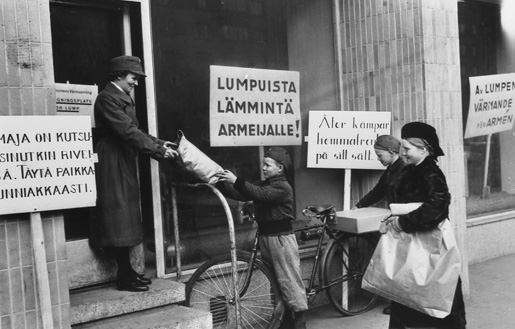
Lumpensammlung für die finnischen Soldaten im Winterkrieg 1939/40: auch aus Portugal kamen Hilfslieferungen.

Nach der 1917 ausgerufenen Unabhängigkeit erkannte Portugal die Republik Finnland am 19. Dezember 1919 an. Am 10. Januar 1920 gingen beide Staaten diplomatische Beziehungen ein.
Mit Ausbruch des Winterkriegs 1939 erklärte sich der semi-faschistische Diktator Salazar deutlich solidarisch mit Finnland. Portugal, das während des Zweiten Weltkriegs neutral blieb, beteiligte sich zwar nicht direkt am finnisch-sowjetischen Krieg, war jedoch maßgeblicher Akteur des Ausschlusses der Sowjetunion aus dem Völkerbund noch 1939. Die portugiesische Öffentlichkeit nahm währenddessen großen Anteil am Schicksal Finnlands. So gab es im folgenden Hungerwinter 1939/40 Spendenaufrufe für Nahrung und Kleidung, und das Finnische Rote Kreuz sammelte in Portugal mehrere Tonnen Hilfsgüter ein. Zudem meldeten sich etwa 100 portugiesische Soldaten freiwillig, darunter 20 Offiziere, auch Veteranen des Spanischen Bürgerkriegs. Portugal gehörte zu den tatkräftigsten Unterstützern Finnlands in dieser Zeit und unterstützte das Land finanziell und mit kostenlosen oder vergünstigten Lieferungen von verschiedensten Lebensmitteln, aber auch Waren wie Papier, Kork oder Sportartikeln. Die Unterstützung belief sich auf insgesamt etwa 90 Mio. Finnische Mark

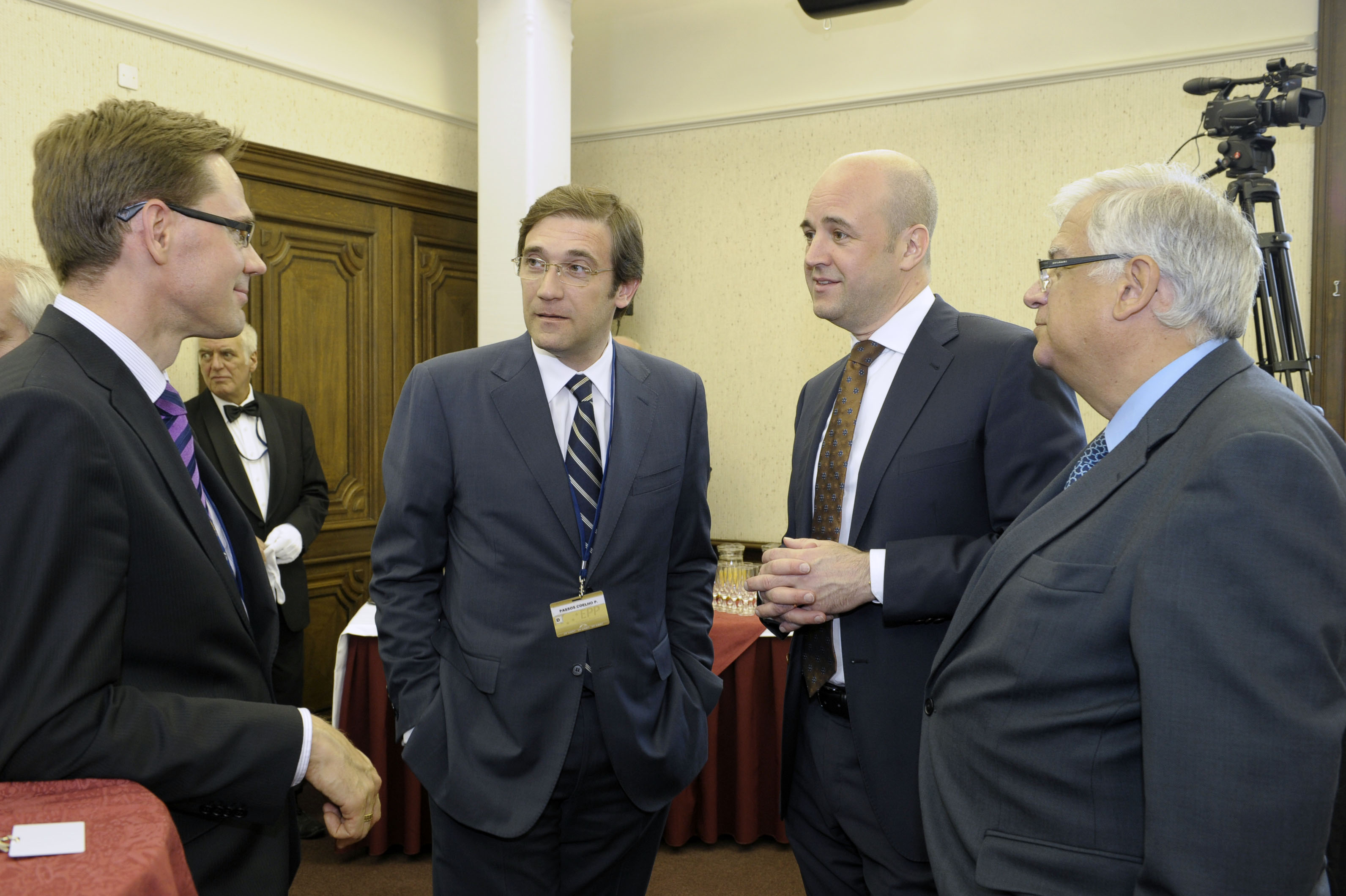
Finnlands Ministerpräsident Katainen (1. v. li.) und Portugals Premierminister Coelho (2. v. li.) beim EVP-Gipfel im belgischen Meise (2010)

Die portugiesische Unterstützung hielt bis zum Ende des Zweiten Weltkriegs an. Nach dem Ende des Weltkriegs reiste der finnische General und Staatspräsident Mannerheim 1945 für mehrere Wochen aus gesundheitlichen Gründen nach Portugal, wo er mit Jubel empfangen wurde und sowohl mit Salazar als auch Präsident Carmona zusammentraf.
Danach verloren die Beziehungen jedoch schnell an Intensität. Finnland wurde nach Kriegsende westlich eingebunden, hing dabei aber wirtschaftlich stark vom Handel mit der kommunistischen Sowjetunion ab, bis zu deren Ende 1991. Außenpolitisch entfernten sich Finnland und Portugal zudem auf Grund der finnischen Ablehnung der portugiesischen Kolonialpolitik. Finnland unterstützte die afrikanischen Unabhängigkeitsbewegungen insbesondere in den portugiesischen Kolonien Angola und Mosambik politisch und leistete dort auch direkte humanitäre Hilfe im portugiesischen Kolonialkrieg. Trotz der finnischen Unterstützung der Gegner Portugals kam es jedoch zu keinem diplomatischen Protest Portugals.
Das stark antikommunistische und koloniale Estado Novo-Regime in Portugal wurde währenddessen international zunehmend isoliert wegen seiner Kolonialpolitik, bis es 1974 durch die Nelkenrevolution beendet wurde. Ab spätestens 1976 orientierte sich das demokratische Portugal dann eindeutig westlich.
Portugal trat 1986 der Europäischen Wirtschaftsgemeinschaft und damit der heutigen EU bei, Finnland folgte 1995. Beide gehörten zu den ersten Ländern, die 1999 die Kriterien zur Euroeinführung erfüllten und ihn am 1. Januar 2002 als Bargeld in Umlauf brachten.
Im Zusammenhang mit der europaweiten Diskussion 2011 um Hilfspakete u. a. für Portugal auf dem Höhepunkt der Eurokrise, bei der u. a. in Finnland sich Widerstand gegen Rettungskredite für südeuropäische Ökonomien regte, erinnerten zivilgesellschaftliche Akteure gelegentlich auch an die portugiesische Hilfe für Finnland 1940.

## Diplomatie

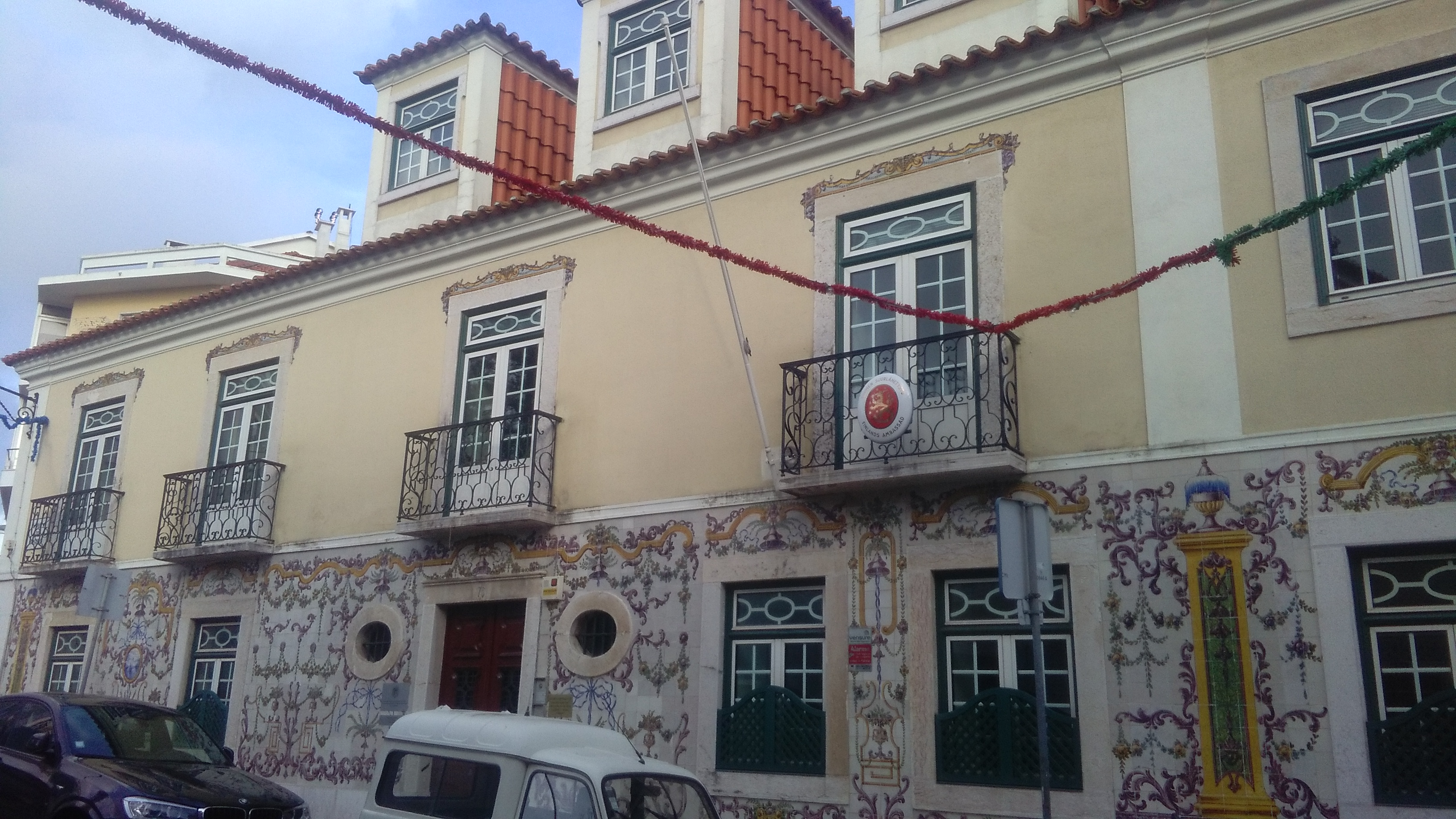
Die finnische Botschaft im Lissabonner Palacete dos Condes de Sabrosa

Portugal unterhält eine Botschaft in der finnischen Hauptstadt Helsinki, in der Unioninkatu Nr. 22.
Portugiesische Konsulate darüber hinaus bestehen in Finnland nicht.
Finnlands Botschaft in der portugiesischen Hauptstadt Lissabon, die auch für Kap Verde zuständig ist, residiert im Stadtpalast Palacete dos Condes de Sabrosa aus dem 18. Jahrhundert, in der Hausnummer 76 der Rua do Passolo.
Zudem unterhält Finnland vier Honorarkonsulate in Portugal: in Porto, in Faro an der Algarveküste, in Funchal auf der Insel Madeira, und in Ponta Delgada, der Hauptstadt der Azoren-Inseln.

## Wirtschaft

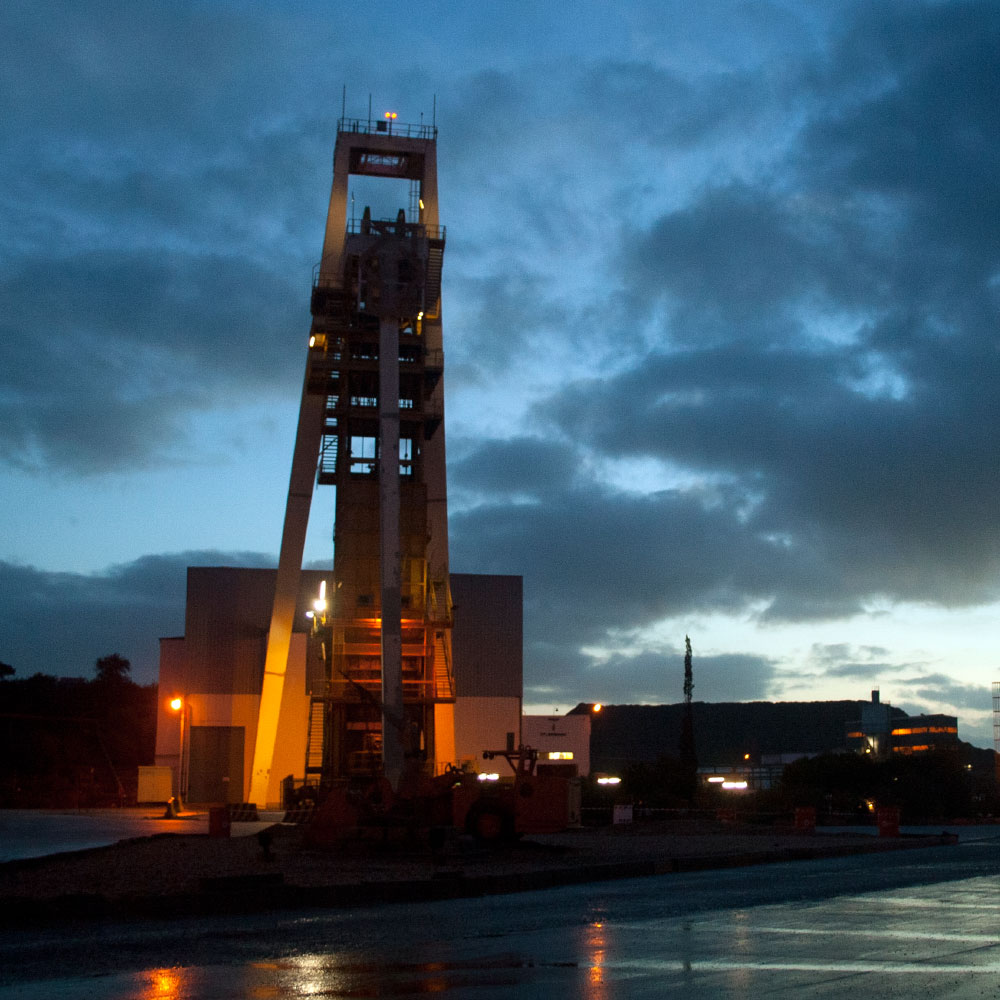
Förderturm im Bergwerk Neves-Corvo: Kupfer ist Portugals wichtigstes Exportgut nach Finnland

Die portugiesische Außenhandelskammer AICEP unterhält ein Kontaktbüro an der portugiesischen Botschaft in Helsinki.
Im Jahr 2016 exportierte Portugal Waren und Dienstleistungen im Wert von 405,0 Mio. Euro nach Finnland (2015: 394,2 Mio.; 2014: 383,4 Mio.; 2013: 392,9 Mio.; 2012: 408,5 Mio.). Die wichtigsten Warengruppen waren mit 54,2 % Minerale und Erze, 10,1 % Maschinen und Geräte, 6,6 % Bekleidung und 6,6 % Textilien.
Im gleichen Zeitraum lieferte Finnland Waren und Dienstleistungen im Wert von 171,8 Mio. Euro an Portugal (2015: 191,5 Mio.; 2014: 175,1 Mio.; 2013: 145,1 Mio.; 2012: 150,7 Mio.). Die wichtigsten Gütergruppen waren dabei mit einem Anteil von 27,1 % Maschinen und Geräte, 20,5 % chemisch-pharmazeutische Produkte, 18,5 % Papier und Zellulose und 10,3 % Metallwaren.
Damit war Finnland im portugiesischen Waren-Außenhandel an 27. Stelle unter den Abnehmern und an 39. Stelle unter den Lieferanten, während Portugal im finnischen Waren-Außenhandel an 48. Stelle unter den Abnehmern und an 28. Stelle unter den Lieferanten stand.
Die bilaterale Dienstleistungsbilanz für 2016 weist 185,6 Mio. Euro Einnahmen für Portugal und 18,6 Mio. für Finnland aus (2015: 177,5 Mio. und 26,8 Mio.; 2014: 144,9 Mio. und 20,9 Mio.; 2013: 177,0 Mio. und 20,9 Mio.; 2012: 181,8 Mio. und 12,1 Mio.).
Im Wesentlichen bestehen die portugiesischen Einnahmen dabei in den Ausgaben der finnischen Touristen in Portugal. Im Jahr 2016 gaben Besucher aus Finnland 71,7 Mio. Euro allein in portugiesischen Hotels aus (2015: 66,4 Mio.; 2014: 57,2 Mio.; 2013: 57,1 Mio.; 2012: 56,1 Mio.) und standen damit für 0,57 % des portugiesischen Fremdenverkehrs.

## Kultur
Das portugiesische Kulturinstitut Instituto Camões ist u. a. mit einem Lektorat an der Universität Helsinki präsent.
Der finnische Regisseur Aki Kaurismäki zog 1989 nach Portugal. Er wirkte hier auch gelegentlich im Portugiesischen Kino mit, etwa 2012 beim portugiesischen Western Estrada de Palha oder im gleichen Jahr mit einem Beitrag zum Filmprojekt Centro Histórico, für die Stadt Guimarães als Kulturhauptstadt Europas 2012. Der Finne Timo Salminen, der mehrfach mit beiden Brüdern Kaurismäki arbeitete, war auch Kameramann des letzten Films des portugiesischen Regisseurs José Fonseca e Costa, Axilas (2016).
Die portugiesisch-finnische Popsängerin Anna Abreu erreichte mit dreien ihrer sieben Alben die Spitze der finnischen Charts.
2013 veröffentlichte die finnische Sängerin Kirsi Poutanen ein Tributealbum für die portugiesische Fado-Ikone Amália Rodrigues. Sie sang dabei im Fadostil und mit klassischer Fado-Instrumentierung finnischsprachige Versionen von Stücken, die durch Amália bekannt wurden. Das Album entstand in Zusammenarbeit mit portugiesischen Musikern und Technikern, der bekannte Fadista Carlos do Carmo produzierte das Album.
Im Rahmen des Erasmus-Programms (seit 2014 Erasmus+) sorgte ein reger gegenseitiger Studentenaustausch auch für einen größeren Kulturaustausch. So ist Portugal auch bei finnischen Austauschstudenten beliebt, und portugiesische Studenten gehen auch an finnische Hochschulen. Die portugiesische Tänzerin, Choreografin und Autorin Diana Niepce etwa studierte eine Zeit an der Theaterakademie in Helsinki.

## Sport

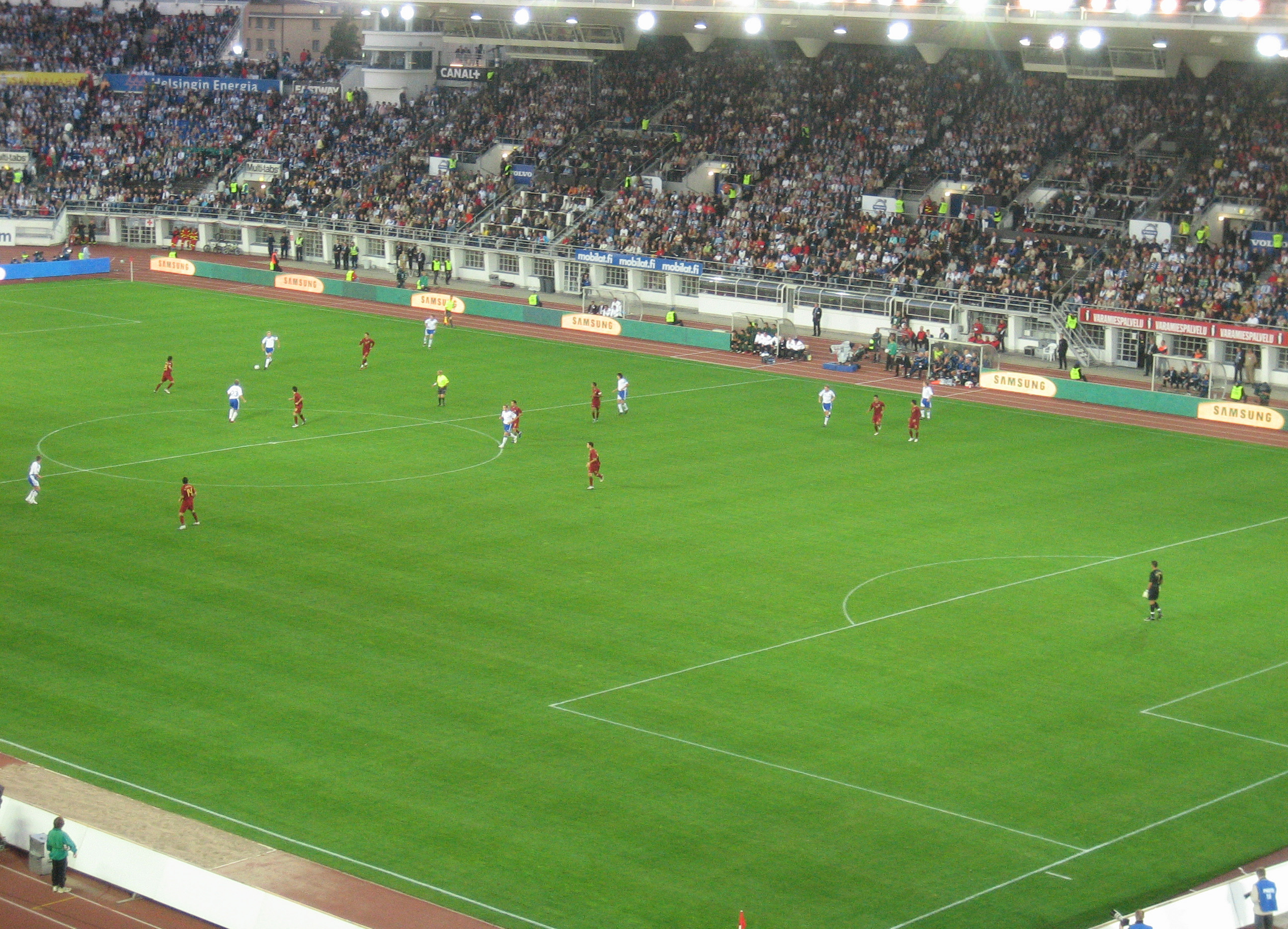
Qualifikationsspiel zur EM 2008: Finnland – Portugal am 6. September 2006 im Olympiastadion Helsinki

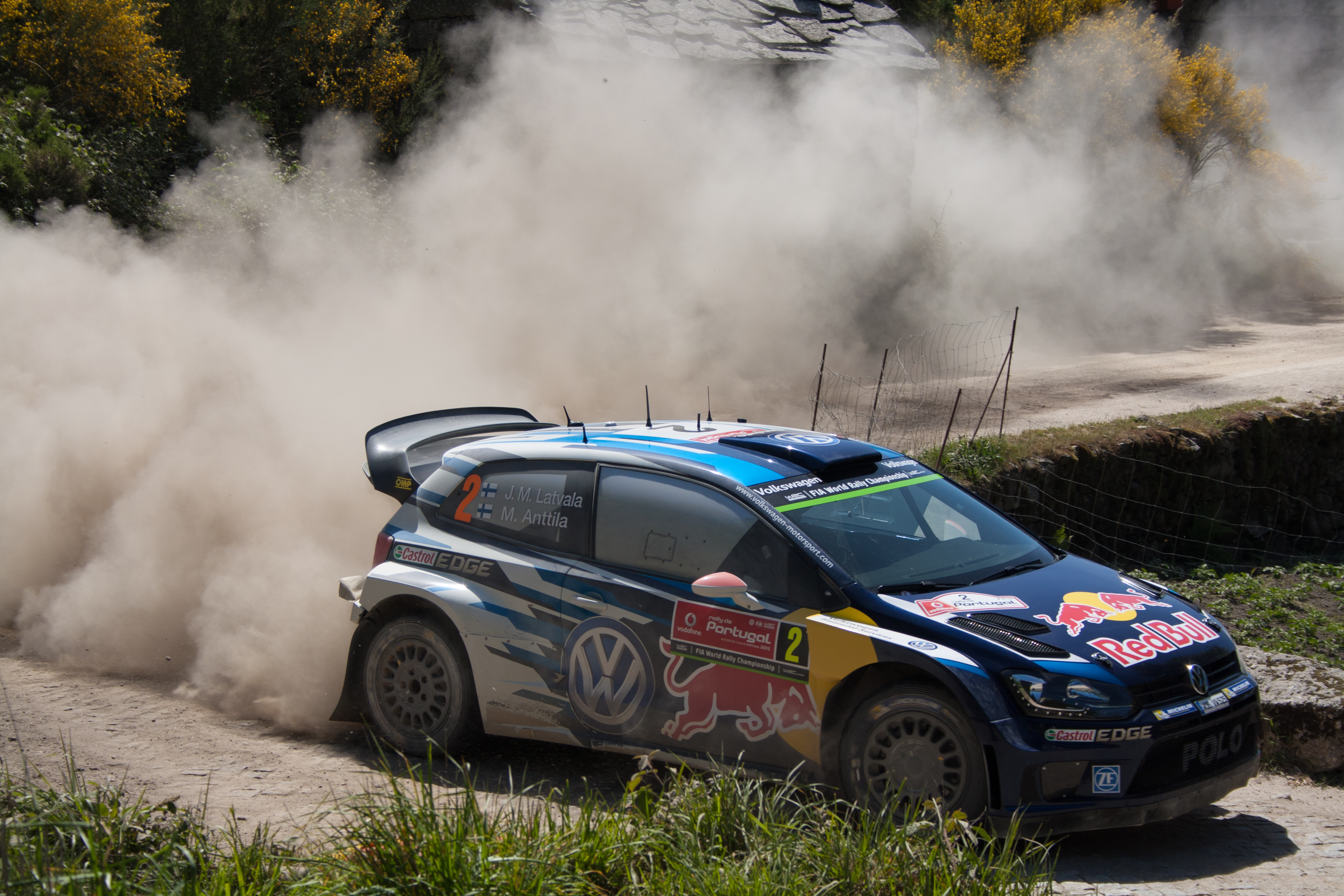
Der Wagen Latvalas bei der Rallye Portugal 2015

### Fußball
Die finnische Fußballnationalmannschaft und die portugiesische Nationalelf sind bisher zehnmal aufeinander getroffen, mit einem finnischen und fünf portugiesischen Siegen, viermal trennte man sich unentschieden (Stand Februar 2017). Erstmals spielten sie in Helsinki am 22. September 1982 in der Qualifikation zur EM 1984 gegeneinander, Portugal gewann 2:0.
Die finnische und portugiesische Frauen-Nationalmannschaft haben bisher 13 Mal gegeneinander gespielt, mit je fünf Siegen und drei Unentschieden (Stand März 2017). Erstmals trafen sie beim Algarve-Cup 1994 aufeinander, im Spiel um Platz 5 gewann Portugal dabei mit 2:0.
Fußballspielende beider Länder spielen vergleichsweise selten im jeweils anderen Land. Bereits 1983 wechselte der finnische Nationalspieler Jari Rantanen nach Portugal, zu Boavista Porto.

### Rallye
Bei der Rallye Portugal, eine der wichtigsten Motorsportveranstaltungen im Land, waren mehrmals auch finnische Fahrer siegreich, erstmals Simo Lampinen bei der Rallye Portugal 1970 und zuletzt Jari-Matti Latvala bei der Rallye Portugal 2015.
Mit fünf Siegen war der Finne Markku Alén der bisher erfolgreichste Teilnehmer an der Rallye Portugal (Stand 2016).